# Joseph Van Dam

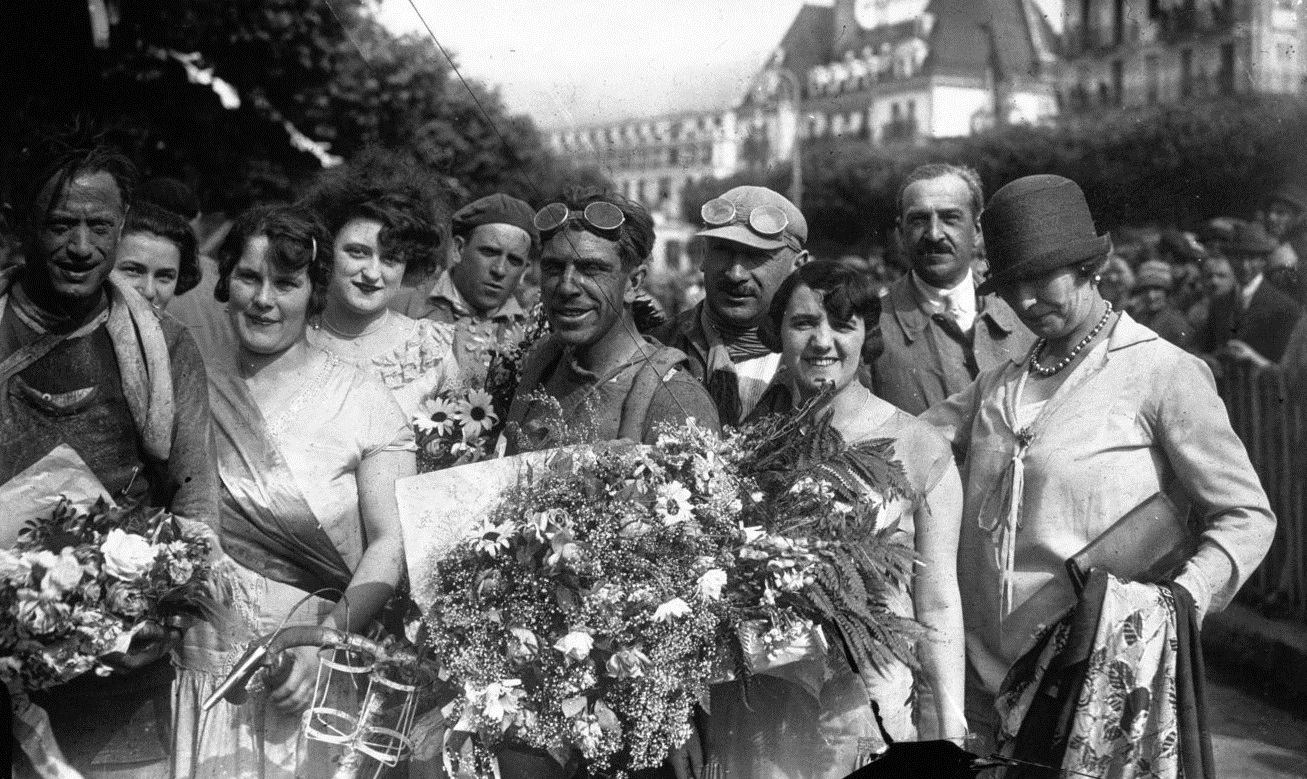
Joseph Van Dam in der Tour de France 1926

Joseph „Jef“ Van Dam (* 2. November 1901 in Willebroek; † 31. Mai 1986 ebenda) war ein belgischer Radrennfahrer und nationaler Meister im Radsport.

## Sportliche Laufbahn
Von 1924 bis 1928 sowie in der Saison 1937 war Joseph Jef Van Dam als Berufsfahrer aktiv. 1924 wurde er nationaler Meister im Querfeldeinrennen (heutige Bezeichnung Cyclocross). 1925 wurde er beim Sieg von Henri Moerenhoet Zweiter im Critérium international de cyclo-cross, das als Vorläufer der späteren UCI-Weltmeisterschaften galt. 
1926 bestritt er die Tour de France und wurde 12. im Endklassement. Er konnte während der Tour drei Etappen gewinnen. Ebenfalls 1926 gewann er das Eintagesrennen Brüssel–Lüttich.